# Josef Jonsson
Josef Petrus Jonsson (* 21. Juni 1887 in Enköping; † 9. Mai 1969 in Norrköping) war ein schwedischer Komponist.
Jonsson studierte Klavier und hatte später Instrumentationsunterricht bei Ivar Hellman. Von 1922 bis 1966 war er Musikkritiker beim Östergötlands Folkblad. Er komponierte Sinfonien und andere Orchesterwerke, ein Violinkonzert, eine Kantate, kammermusikalische Werke, Klavierstücke und Lieder.

## Werke
- Korallrevet, sinfonische Dichtung für Bariton, Chor und Orchester, 1916
- Sinfonie Nr. 1 "Nordland", 1919–22
- Sinfonie Nr. 2, 1931
- Missa solemnis für Chor, Orchester und Orgel, 1934
- Sinfonie Nr. 3, 1947
- Kammersinfonie, 1949
- Violinkonzert, 1960
- Festival Prelude für Orchester, 1961
- Cantata für Sprechchor, Frauenchor, Soli, Flöten und Klavier, 1962

| Personendaten    | Personendaten                              |
| ---------------- | ------------------------------------------ |
| NAME             | Jonsson, Josef                             |
| ALTERNATIVNAMEN  | Jonsson, Josef Petrus (vollständiger Name) |
| KURZBESCHREIBUNG | schwedischer Komponist                     |
| GEBURTSDATUM     | 21. Juni 1887                              |
| GEBURTSORT       | Enköping                                   |
| STERBEDATUM      | 9. Mai 1969                                |
| STERBEORT        | Norrköping                                 |